# IC 1623/2
IC 1623/2 је лентикуларна галаксија у сазвијежђу Кит која се налази на листи објеката дубоког неба у Индекс каталогу.
Деклинација објекта је - 17° 30' 24" а ректасцензија 1h 7m 48,1s. Привидна величина (магнитуда) објекта IC 1623 износи 14,5 а фотографска магнитуда 15,5. IC 16232 је још познат и под ознакама IC 1623B, ESO 541-23, MCG -3-4-4, VV 114, ARP 236, PGC 4009.